# Racemisierungsprüfung
Eine Racemisierungsprüfung erlaubt in der Peptid-Chemie die Bewertung der Güte einer Kupplungsreaktion sowie der sterischen Einheitlichkeit des synthetisierten Peptids.
Es gibt eine Vielzahl von beschriebenen Racemisierungs-Analysen, ohne dass eines als ideales Prüfverfahren für alle Systeme gilt. Die bekannten chemischen Testmethoden beruhen auf der Untersuchung ausgewählter Modellpeptide. Eine Verallgemeinerung der erhaltenen Testresultate für eine Kupplungsmethode auf alle Peptide ist problematisch, da aufgrund der Vielzahl der auf den 20 proteinogenen Aminosäuren basierenden Peptidsequenzen. „In Ermangelung besserer Methoden sollte daher eine neue Verknüpfungsmethode an unterschiedlichen Modellsystemen getestet werden.“

## Prüfmethoden (Auswahl)
- Anderson-Callahan-Test, Synthese eines Modellpeptids und anschließende Stereoisomerentrennung durch fraktionierende Kristallisation[2]
- Young-Test, eine polarimetrische[3] Methode
- Kemp-Test nach dem Prinzip der Isotopenverdünnungstechnik[4][5]
- Weygand-Test, gaschromatographische Trennung diastereomerer Nα-Trifluoracetyl-dipeptid-methylester[6]
- Izumiya-Test[7]
- Bodanszky-Test[8]
- Halpern-Weinstein-Test[9]
- Berger-Schechter-Bosshard-Test[10]
- Fujino-Test[11]